# Międzynarodowy Rok Języków
Rok 2008 został uznany za Międzynarodowy Rok Języków przez Organizację Narodów Zjednoczonych, na mocy rezolucji zatwierdzonej 16 maja 2007.
Ten Rok miał za zadanie zajęciem się problemem różnorodności językowej (w kontekście różnorodności kulturowej), poszanowaniem dla wszystkich języków i wielojęzycznością. 
Koordynacją obchodów Roku zajęło się UNESCO, m.in. ogłaszając 21 lutego 2008 jako Międzynarodowy Dzień Języka Ojczystego.